# Vânju Mare
Vânju Mare oder auch Vînju Mare [ˈvɨnʒu mare] ist eine Kleinstadt im Kreis Mehedinți in Rumänien.

## Lage
Vânju Mare liegt in der  Kleinen Walachei, etwa 15 km östlich der hier südwärts fließenden Donau. Die Kreishauptstadt Drobeta Turnu Severin befindet sich etwa 30 km nordwestlich.

## Geschichte
Archäologische Funde der Region stammen aus der Stein-, Bronze- und Eisenzeit. Vânju Mare wurde 1772 erstmals urkundlich erwähnt, der eingemeindete Ort Orevița Mare bereits 1652. Die Ansiedlung wurde begünstigt durch fruchtbare Böden. 1968 wurde der Ort zur Stadt erklärt. Der wichtigste Erwerbszweig von Vânju Mare ist die Landwirtschaft, insbesondere der Weinbau.

## Bevölkerung
Bei der Volkszählung 2002 wurden in der Stadt 6590 Einwohner gezählt, darunter 6838 Rumänen und 101 Roma. Etwa 3800 lebten in Vânju Mare selbst, die übrigen in den vier eingemeindeten Ortschaften.

## Verkehr
Vânju Mare verfügt über keinen Bahnanschluss. Durch die Stadt verläuft die Nationalstraße Drum național 56A von Drobeta-Turnu Severin nach Calafat. Es bestehen regelmäßige Busverbindungen nach  Drobeta Turnu Severin und Calafat.

## Sehenswürdigkeiten
- Naturreservat Lunca Vanjului (botanisch interessanter Wald)

## Söhne und Töchter der Stadt
- Liliana Năstase (* 1962), Leichtathletin
- Flavius Stoican (* 1976), Fußballspieler und -trainer